# Pedaliodes pheretias
Pedaliodes pheretias är en fjärilsart som beskrevs av William Chapman Hewitson 1872. Pedaliodes pheretias ingår i släktet Pedaliodes och familjen praktfjärilar. Inga underarter finns listade i Catalogue of Life.

## Bildgalleri

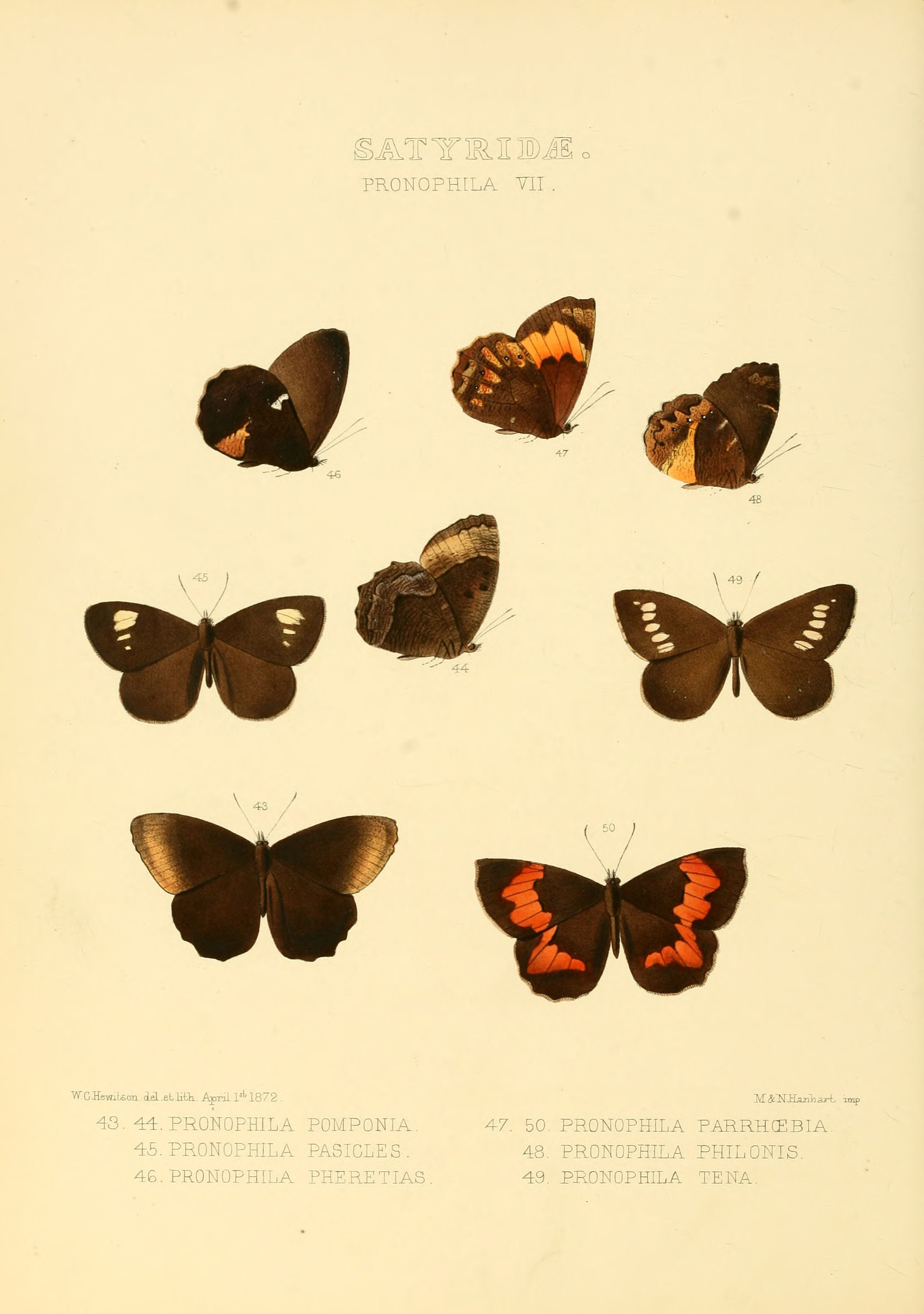